# Магнітосфера

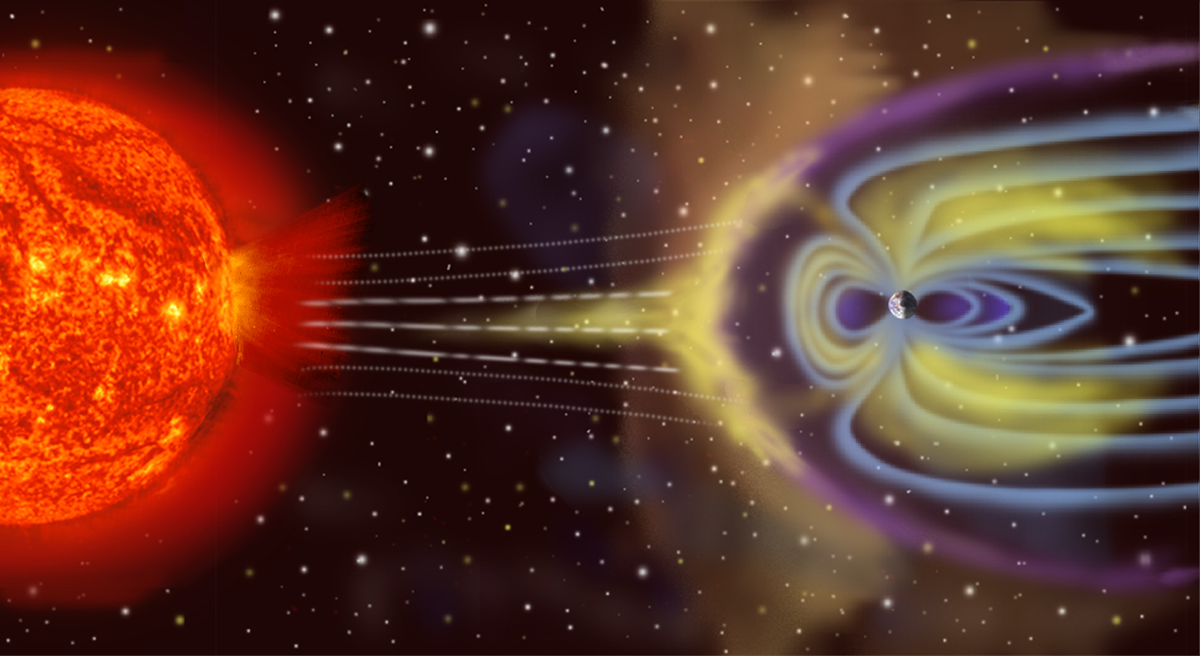
Магнітосфера в уяві художника

Магнітосфера — ділянка навколопланетного простору, фізичні властивості якої визначаються магнітним полем планети та його взаємодією з потоками заряджених частинок (ядер гелію, електронів) корпускулярного випромінення Сонця — сонячним вітром. Окрім Землі магнітосфера існує і в інших планет, які мають власне магнітне поле: у Меркурія, Юпітера, Сатурна, Урана та Нептуна.

## Історія досліджень
Термін магнітосфера запропонував у 1959 році Томас Ґолд.

## Магнітосфера Землі

Будова магнітосфери Землі:
1) ударна хвиля; 2) перехідна зона; 3) магнітопауза; 4) магнітосфера; 5) північна пелюстка магнітного хвоста; 6) південна пелюстка магнітного хвоста; 7) плазмосфера.

Незважаючи на назву, магнітосфера за формою зовсім не сферична, швидше нагадує цибулину. Звернена до Сонця межа магнітосфери знаходиться на відстані 10 земних радіусів (~ 6,5 тис. км), з нічного боку утворює видовжений магнітний хвіст, сліди якого знайдені на відстані 1000 земних радіусів.
Магнітне поле планет, зокрема Землі, близьке за формою до поля магнітного диполя, і його напруженість біля поверхні Землі становить близько 40 A/м, міняючись від екватора до магнітних полюсів.
Магнітосфера розташована вище від іоносфери й простягається на відстань у кілька разів більшу за радіус Землі. Це область де магнітне поле Землі суттєво вливає на рух частинок сонячного вітру.

### Магнітопауза
У результаті взаємодії сонячного вітру з магнітним полем планети утворюється ударна хвиля, за фронтом якої в перехідній зоні магнітне поле сонячної плазми стає невпорядкованим. Між цією зоною та магнітосферою утворюється магнітопауза — зона врівноваження динамічного тиску сонячного вітру і тиску магнітного поля Землі.

### Радіаційні пояси
Всередині ударна хвиля поділяється на радіаційні пояси заряджених електронів і протонів, що переміщуються вздовж спіральних траєкторій за напрямком магнітних силових ліній. Відкриті вперше у Землі американським вченим Ван-Алленом під час досліджень супутника Експлорер-1 за програмою міжнародного геофізичного року (1958). Заряджені частки поблизу магнітних полюсів, де магнітні силові лінії входять в земну поверхню, взаємодіють із верхніми шарами атмосфери (іоносферою), іонізують молекули і спричинюють полярні сяйва.
Відкриття вченими Університету Аляски в Фербанксі (США) нового типу електромагнітних хвиль, а саме дзеркально-відбитих свистячих атмосфериків, змінює уявлення про механізми передачі енергії у магнітосферу Землі та їхній вплив на радіаційні пояси. Це відкриття стало можливим завдяки аналізу даних, зібраних супутниками NASA з вивчення радіаційних поясів «Van Allen Probes» в рамках програми Living With a Star (LWS) у період з 2012 по 2019 роки.

### Значення
З наявністю магнітосфери пов'язані багато проявів космічної погоди: геомагнітна активність, геомагнітні бурі. У разі відсутності магнітосфери у Землі біологічно активна складова сонячного випромінювання безперешкодно надходила би до земної поверхні й згубно впливала на усе живе.

## Магнітосфери інших планет
| Середній розмір магнітосфер планет | Середній розмір магнітосфер планет | Середній розмір магнітосфер планет |
| Планета                            | У планетарних радіусах             | Млн км                             |
| ---------------------------------- | ---------------------------------- | ---------------------------------- |
| Меркурій                           | 1,7                                | 0,0035                             |
| Венера                             | —                                  | -                                  |
| Земля                              | 10,4                               | 0,065                              |
| Марс                               | —                                  | -                                  |
| Юпітер                             | 65                                 | 4,3                                |
| Сатурн                             | 20                                 | 1,2                                |
| Уран                               | 18                                 | 4,7                                |
| Нептун                             | —                                  | -                                  |

Магнітосфера Меркурія гальмує сонячний вітер тільки на невеликих відстанях від поверхні планети.
Магнітосфера Венери визначається взаємодією атмосфери й іоносфери із сонячним вітром; з денного боку потік від Сонця гальмується тиском іоносферної плазми, що в місцях ударів сильно контактує з атмосферою. За рахунок зносу частинками сонячного вітру планета втратила значну частину власної води.
Магнітосфера Марса гальмує сонячний вітер тільки на невеликих відстанях від поверхні планети і під час магнітних бур знижується до іоносфери. Через слабке магнітне поле Марс, як вважають, втратив значну частину своїх колишніх океанів і атмосфери за рахунок впливу сонячного вітру.
Найпотужніша та найактивніша магнітосфера в Юпітера, простягається у бік Сонця на 100 радіусів планети (7 млн км), а її хвіст сягає орбіти Сатурна (800 млн км). Її особливістю є те, що всередині неї рухаються чотири великі супутники: Іо, Ганімед, Каллісто та Європа. У магнітосфері Юпітера, як і в земній, є радіаційні пояси. Швидке обертання і величезні розміри породжують потужні відцентрові сили, що притискують частинки до площини обертання планети.
Кільця Сатурна розміщені вздовж магнітного екватора магнітосфери планети, перехоплюючи заряджені частинки, внаслідок чого утворюється вільна від корпускулярних часток площина в Сонячній системі.